# Tworóg
Tworóg è un comune rurale polacco del distretto di Tarnowskie Góry, nel voivodato della Slesia.
Ricopre una superficie di 124,92 km² e nel 2004 contava 8 157 abitanti.